# 伊克伯夫
伊克伯夫（法語：Yquebeuf，法語發音：[ikbœf]）是法国滨海塞纳省的一个市镇，属于鲁昂区。

## 地理
伊克伯夫（49°35'51"N, 1°15'19"E）面积6.51 平方千米，位于法国诺曼底大区滨海塞纳省，该省份为法国北部沿海省份，其西部及北部濒大西洋英吉利海峡，东起顺时针与索姆省、瓦兹省、厄尔省和卡爾瓦多斯省接壤。
与伊克伯夫接壤的市镇（或旧市镇、城区）包括：卡伊、克里托、罗克蒙、拉吕圣皮埃尔、比希。

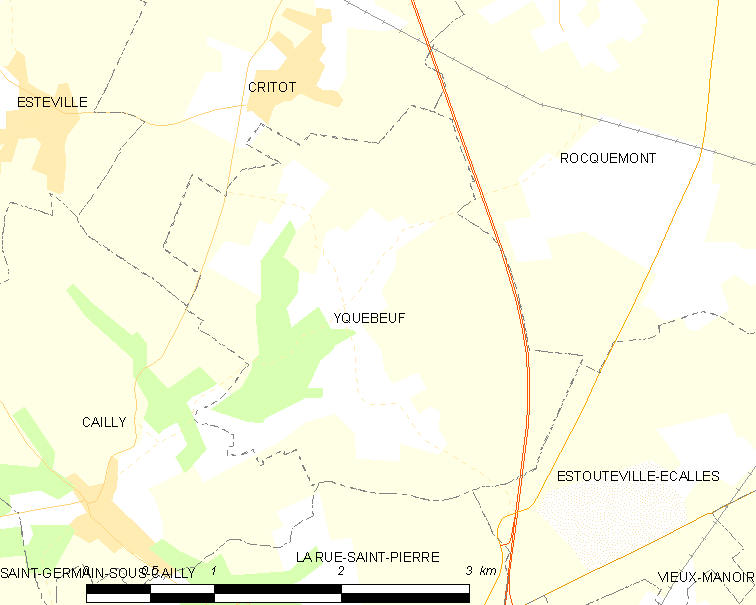
伊克伯夫的OSM定位图

伊克伯夫的时区为UTC+01:00、UTC+02:00（夏令时）。

## 行政
伊克伯夫的邮政编码为76690，INSEE市镇编码为76756。

## 政治
伊克伯夫所属的省级选区为勒梅尼勒埃纳尔县。

## 人口

1962-2008年间伊克伯夫人口变化图示

伊克伯夫于2022年1月1日时的人口数量为239人。